# كير فارد
كان كير فارد نبيلًا بيزنطيًا أو أرمنيًا من أصل روبيني احتفظ بقلعة كالونوروس، المعروفة لاحقًا باسم ألانيا، حتى عام 1221، عندما حاصرها السلطان السلجوقي علاء الدين كيقباد الأول. تنازل عن قلعته مقابل إقطاعية آق شهير، وزوج ابنته هوناط خاتون من كيقباد، الذي أنجب لاحقًا كيخسرو الثاني.